# Lucy Pevensie
Lucy Pevensie (1932 - 1949) es un personaje de la obra Las Crónicas de Narnia, del escritor C.S. Lewis. Lucy es coprotagonista de la serie junto con sus tres hermanos mayores: Peter, Susan y Edmund. Participa en The Lion, the Witch and the Wardrobe, El príncipe Caspian, The Voyage of the Dawn Treader, The Horse and His Boy y La última batalla.
Fue la primera de los cuatro hermanos en ir a Narnia; allí conoció a un fauno llamado Tumnus, que le habló de Narnia y la invitó a cenar en su casa. A Lucy le pareció que había estado horas allí, pero al volver a su propio mundo no había pasado ni un segundo. Al principio sus hermanos no creyeron su relato y hasta Edmund le hizo burla a su historia. Fue la que más quiso a Aslan y más tarde se convirtió en la Reina Lucy, la Valiente.
Para ella, el ser la más pequeña no fue inconveniente para que lleve el control de la trama y de lo que sucede a su alrededor (debido a su personalidad chispeante y directa). Es la más dulce de sus hermanos y termina siendo la que más cree en Narnia. Detesta a todos los insectos, pero le encantan los animales de Narnia.
En las películas realizadas por Walt Disney Pictures (The Chronicles of Narnia: The Lion, the Witch and the Wardrobe y Las crónicas de Narnia: el príncipe Caspian) y 20th Century Fox (Las crónicas de Narnia: la travesía del Viajero del Alba), el personaje de Lucy es encarnado por la actriz Georgie Henley, y como adulta es interpretada por la actriz Rachael Henley.

## Biografía
Lucy nació en Finchley, un barrio del Gran Londres, Inglaterra, en 1932, y tiene 8 años cuando aparece en The Lion, the Witch and the Wardrobe. En La última batalla ella tiene 17 años de edad.

## Influencia en la saga

### The Lion, the Witch and the Wardrobe
Los hermanos de Lucy (Peter, Susan y Edmund), no le creen cuando ella les cuenta acerca de Narnia, pero más tarde todos ellos encuentran el camino a ésta. En este libro, Lucy es la primera de los Pevensie en entrar a Narnia a través de un armario mágico que se encuentra en la vieja casa del profesor, y ve a Narnia dentro de sus 100 años de invierno, bajo el dominio de Jadis, la bruja blanca, quien se autonombró reina de Narnia. Allí Lucy se encuentra a un fauno, llamado Tumnus, quien le cuenta las órdenes dadas por la bruja blanca sobre capturar al primer humano que pise tierras narnianas. Más tarde, cuando Lucy vuelve a Narnia junto con sus hermanos, conoce a los amigables castores parlantes. 
Mientras viaja con sus hermanos y los castores, ella, al igual que sus hermanos, recibe regalos por parte de Papá Noel. Ella recibe dos cosas: un frasco con una poción que puede sanar casi cualquier herida (y salvar a alguien de la muerte), y una pequeña daga para defenderse a sí misma. Más tarde, ella y sus compañeros de viaje llegan al campamento de Aslan, como estaba previsto. Luego de eso, Aslan es acompañado por Susan y Lucy a su muerte. Las niñas son testigos de su sacrificio en lugar de Edmund. Mientras sus hermanos se van a la guerra, Lucy y su hermana Susan ven a Aslan volver a la vida, y lo acompañan a despertar a las criaturas que fueron convertidas en estatuas de piedra en el castillo de la bruja blanca. Después se reúnen con sus hermanos al final de la batalla.
En Cair Paravel, Lucy es coronada como la Reina Lucy, la Valiente, marcando así el cumplimiento de la antigua profecía y el final del reinado de la bruja blanca. La etapa en la que los hermanos Pevensie gobernaron Narnia, es llamada la Edad de Oro. A finales de la misma, mientras los hermanos realizan la tradicional caza del ciervo blanco, se encuentran con el farol en el que años atrás Lucy y Tumnus se conocieron. Ella se detiene, y sus hermanos se ven y se preguntan diciendo: «¿De qué se trata?». Luego de eso, siguiendo sus instintos de curiosear, los hermanos entran en el bosque espeso ubicado alrededor del farol, y se transportan al ropero de donde ingresaron a Narnia, apareciendo en nuestro mundo, en el cual ni un segundo había pasado, siendo niños como cuando ingresaron al ropero.

### The Horse and His Boy
En este libro, la Reina Lucy (ahora una mujer joven) viaja a Archenland. Ella es descrita por el príncipe Corin como valiente y luchadora, a diferencia de su hermana Susan, que es descrita como una "hermosa dama". Lucy ayuda al Rey Lune a dar la bienvenida a Aravis, y la ayuda a obtener la habitación de la ropa. Además, participa junto a su hermano Edmund en la batalla contra los calormenes.

### El príncipe Caspian
Lucy viaja a Narnia de nuevo con sus tres hermanos desde una estación de trenes. En este libro, Lucy es quien ve primeramente a Aslan, y a ella le resulta imposible hacer que sus hermanos le crean, así como al enano Trumpkin, quien había regresado, haciéndose eco de sus ensayos a principios del primer libro (al final, Edmund termina creyéndole .
```
Más tarde. , cuando todos ven a Aslan  ella y Susan se quedan con el , mientras que Peter , Edmund y Trumpkin se  van a la mesa de piedra  y cuando el príncipe 
Caspian
 es coronado rey de Narnia, Aslan le dice a ella y a sus hermanos que Peter y Susan ya no volverían más a Narnia, pero que ella y Edmund sí lo harían una vez más, conforme está relatado en 
The Voyage of the Dawn Treader
.
```

### The Voyage of the Dawn Treader
Mientras Susan viaja con el señor y la señora Pevensie a los Estados Unidos, y Peter estudia para sus exámenes con profesor Digory Kirke, Lucy, Edmund y el primo Eustace entran a Narnia a través de un Cuadro Mágico. Este libro está escrito en gran parte desde el punto de vista de Lucy.Junto con sus hermanos forman nuevos mundos.
Ahora Lucy se siente un poco insegura, ya que Susan es considerada "la más bella de la familia".
Al final de la trama, Aslan le dice a ella y a su hermano Edmund que se han convertido, al igual que Susan y Peter, en demasiado mayores para experimentar las maravillas de Narnia. Sin embargo, su primo Eustace volvería para vivir las aventuras narradas en La silla de plata.

### La última batalla
En este libro, Lucy juega una pequeña parte al volver a Narnia de nuevo con sus hermanos, Peter y Edmund, junto con su primo Eustace Scrubb, y junto a Jill Pole, Polly Plummer y Digory Kirke. Allí, Lucy es testigo de la destrucción de Narnia, y de la vida en la nueva Narnia creada por Aslan. En la nueva Narnia, todas las personas y los animales que vivieron en la anterior Narnia durante su existencia, regresan y se unen. Lucy también se encuentra con su viejo amigo, el Sr. Tumnus, el fauno, y Aslan le dice a ella sobre un accidente ferroviario que se produjo en Inglaterra en la que ella, sus hermanos, sus padres, Polly Plummer y Digory Kirke, murieron (aunque no es seguro que Eustace y Jill hayan llegado a Narnia a través de ese accidente). De esta manera los Pevensie (a excepción de Susan) viven en la nueva Narnia para siempre.

## Nombre
El significado de Lucy Deriva del latín lucius: "luminosa" o "La que nació a la luz del día" da a entender que es la única de los hermanos que es dulce y cariñosa